# 亨利·尤塔

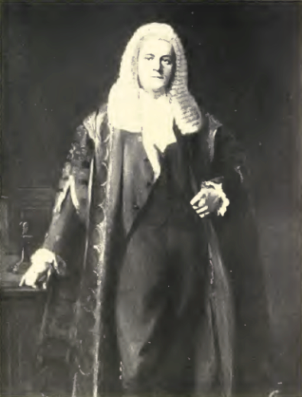
亨利·尤塔

亨利·赫伯特·尤塔爵士（英語：Sir Henry Herbert Juta；1857年8月12日—1930年5月16日）是南非的一个法官，曾任开普殖民地议会议长、开普省分区法院首席法官、南非上诉分区法官。他是出版商扬·卡雷尔·尤塔和路易丝·尤塔的儿子，也是共产主义思想家卡尔·马克思的外甥。他出生于开普殖民地开普敦，逝世于英国巴特尔。